# L'Islet (Quebec)
L'Islet es un municipio canadiense situado en la provincia de Quebec.

## Superficie
L'Islet tiene una superficie de 119,95 km².

## Demografía
En 2021, tenía 3803 habitantes, una densidad poblacional de 31,7 hab./km², y 1871 viviendas.